# Honda RC174
La Honda RC174 (o RC 174 350) è un motociclo da competizione prodotto dalla casa motociclistica giapponese Honda nel 1967.

## Descrizione e contesto

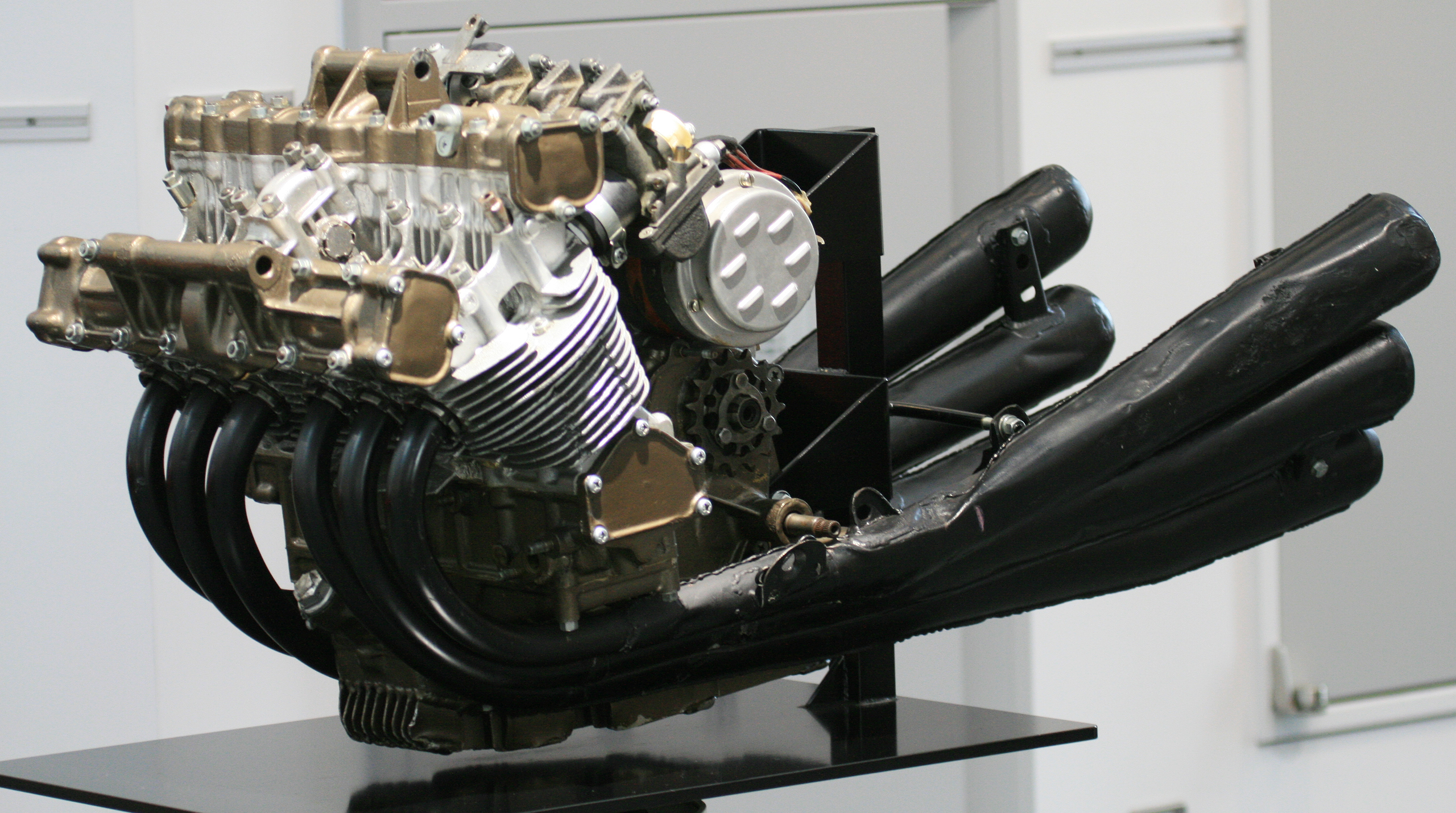
Dettaglio del motore a 6 cilindri in linea

La moto, che è stata realizzata esclusivamente per impiego nelle competizioni, fa parte della famiglia RC ed è dotata di un propulsore dalla cilindrata di 297 cm³ a sei cilindri in linea a quattro tempi raffreddato ad aria. Il propulsore erogava circa 65 CV e poteva raggiungere i 17 000 giri/min.

## Attività sportiva
La moto realizzata per competere nella classe 350 cc del campionato motomondiale nella stagione 1967, era basato sulla più piccola Honda RC166 appartenente alla classe 250 cc. Nonostante il motore avesse meno di 300 cc, vinse sette delle otto gare del campionato di quell'anno. Mike Hailwood vinse il campionato del mondo piloti e Honda il titolo riservato ai costruttori.